# Leichtathletik-Europameisterschaften 2010/Teilnehmer (Spanien)

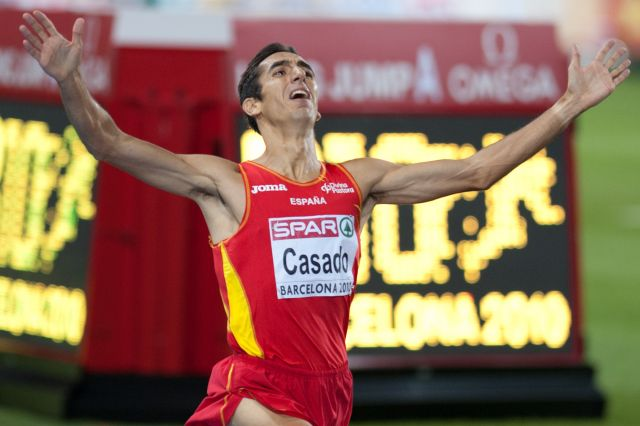
Arturo Casado nach seinem Sieg über 1500 m

Spanien nahm mit 79 Sportlern, davon 37 Frauen und 42 Männer, an den Leichtathletik-Europameisterschaften 2010 (27. Juli bis 1. August in Barcelona) teil.
| Wettbewerb        | Männer | Frauen                                                                           |
| ----------------- | --- | -------------------------------------------------------------------------------- |
| 100 m             | Ángel David Rodríguez (19. Platz) | Digna Luz Murillo (15. Platz)                                                    |
| 200 m             | Marc Orozco Ángel David Rodríguez |                                                                                  |
| 400 m             | Marc Orozco Mark Ujakpor | Begoña Garrido                                                                   |
| 800 m             | David Bustos Kevin López Luis Alberto Marco Antonio Manuel Reina                                                                              | Irene Alfonso (18. Platz) Mayte Martínez (7. Platz) Élian Périz (23. Platz)      |
| 1500 m            | Arturo Casado (Gold) Reyes Estévez (4. Platz) Juan Carlos Higuero (nicht gestartet) Manuel Olmedo (Bronze) Álvaro Rodríguez (nicht gestartet) | Nuria Fernández Natalia Rodríguez                                                |
| 5000 m            | Alemayehu Bezabeh Carles Castillejo Jesús España Ayad Lamdassem Sergio Sánchez                                                                | Gema Barrachina Judit Plá                                                        |
| 10.000 m          | Carles Castillejo Ayad Lamdassem Manuel Ángel Penas Sergio Sánchez                                                                            | Gema Barrachina Jacqueline Martín                                                |
| Marathon          | Ignacio Cáceres Javier Díaz Rafael Iglesias José Manuel Martínez José Ríos Pablo Villalobos                                                   | Alessandra Aguilar Beatriz Ros Tamara Sanfabio                                   |
| 3000 m Hindernis  | José Luis Blanco Víctor García Eliseo Martín Ángel Mullera                                                                                    | Eva Arias Marta Domínguez Zulema Fuentes-Pila Rosa María Morató                  |
| 100 m Hürden      | – | Ana Torrijos                                                                     |
| 110 m Hürden      | Francisco Javier López Jackson Quiñónez Felipe Vivancos                                                                                       | –                                                                                |
| 400 m Hürden      | Diego Cabello Ignacio Sarmiento | Laia Forcadell                                                                   |
| Hochsprung        | Javier Bermejo Simón Siverio | Ruth Beitia                                                                      |
| Stabhochsprung    | Igor Bychkov | Naroa Agirre Anna María Pinero                                                   |
| Weitsprung        | Eusebio Cáceres Joan Lino Martínez Luis Felipe Méliz Jean Marie Okutu                                                                         | Concepción Montaner                                                              |
| Dreisprung        | Andrés Capellán | Patricia Sarrapio                                                                |
| Kugelstoßen       | Manuel Martínez Borja Vivas | Irache Quintanal Úrsula Ruiz                                                     |
| Diskuswurf        | Frank Casañas Mario Pestano | Irache Quintanal                                                                 |
| Hammerwurf        | Javier Cienfuegos | Berta Castells                                                                   |
| Speerwurf         | Rafael Baraza | Mercedes Chilla                                                                  |
| Siebenkampf       | – | Bárbara Hernando                                                                 |
| Zehnkampf         | Agustín Félix | –                                                                                |
| 20 km Gehen       | José Ignacio Díaz Miguel Ángel López Juan Manuel Molina                                                                                       | Beatriz Pascual María José Poves Julia Takács María Vasco                        |
| 50 km Gehen       | Jesús Ángel García Mikel Odriozola |                                                                                  |
| 4 × 100 m Staffel | Orkatz Beitia Alain López Iván Mocholí Rubén Pros Ángel David Rodríguez Luis Wee                                                              | Amparo María Cotán Estela García Placida Martínez Digna Luz Murillo Ana Torrijos |
| 4 × 400 m Staffel | Xavier Carrión Santiago Ezquerro Kevin López Marc Orozco Antonio Manuel Reina Mark Ujakpor                                                    |                                                                                  |